# 佐世保中央駅
佐世保中央駅（させぼちゅうおうえき）は、長崎県佐世保市島瀬町にある、松浦鉄道西九州線の駅である。
佐世保市街地の中核的な存在である四ヶ町アーケードのすぐ側にあり、買い物客等が多く利用している。
四ヶ町アーケードから日本一距離の長いアーケード街として知られるさるくシティ4○3が伸びていることから「日本一長い「さるくシティ4〇3アーケード」の駅」の愛称が付けられている。

## 歴史
- 1990年（平成2年）3月10日：開業[1][2]。
- 2015年（平成27年）5月11日：駅愛称が「日本一長い「さるくシティ4〇3アーケード」の駅」に決定[3]。

## 駅構造
単式ホーム1面1線を有する高架駅である。直営駅。有人時間（9:00 - 18:00）以外はトイレも閉鎖される。列車到着時には接近放送がある。なお、佐世保共済病院とは直通連絡通路があり、2022年2月28日まではイオン佐世保店への連絡通路も供用されていた。
以前は自動券売機が設置されていたが、故障後に更新費用関係から廃止し、車内での現金払いで対応しているほか、有人時間帯は窓口で手書きの補充乗車券を販売している。
全体はややカーブしていて、佐世保駅側はすぐにトンネルである。
隣駅の中佐世保駅までは国道35号を挟み200 mしか無く、鉄道線としては筑豊電気鉄道黒崎駅前 - 西黒崎間と並んで日本一駅間距離の短い区間となっている（途中はアーケード等の建築物が多く、また緩やかなカーブがあるため互いの駅は見えない）。ちなみに、中佐世保駅も島瀬町内にある。区間が非常に短いため、駅を発車してすぐに次の停車駅がアナウンスされる。
2010年12月下旬より、エレベーター設置・駅舎増築工事が開始され、翌2011年3月12日よりエレベーター使用開始（5:30 - 23:30まで稼働）と同時に駅事務室が2階エレベーター出入口前に移動した。

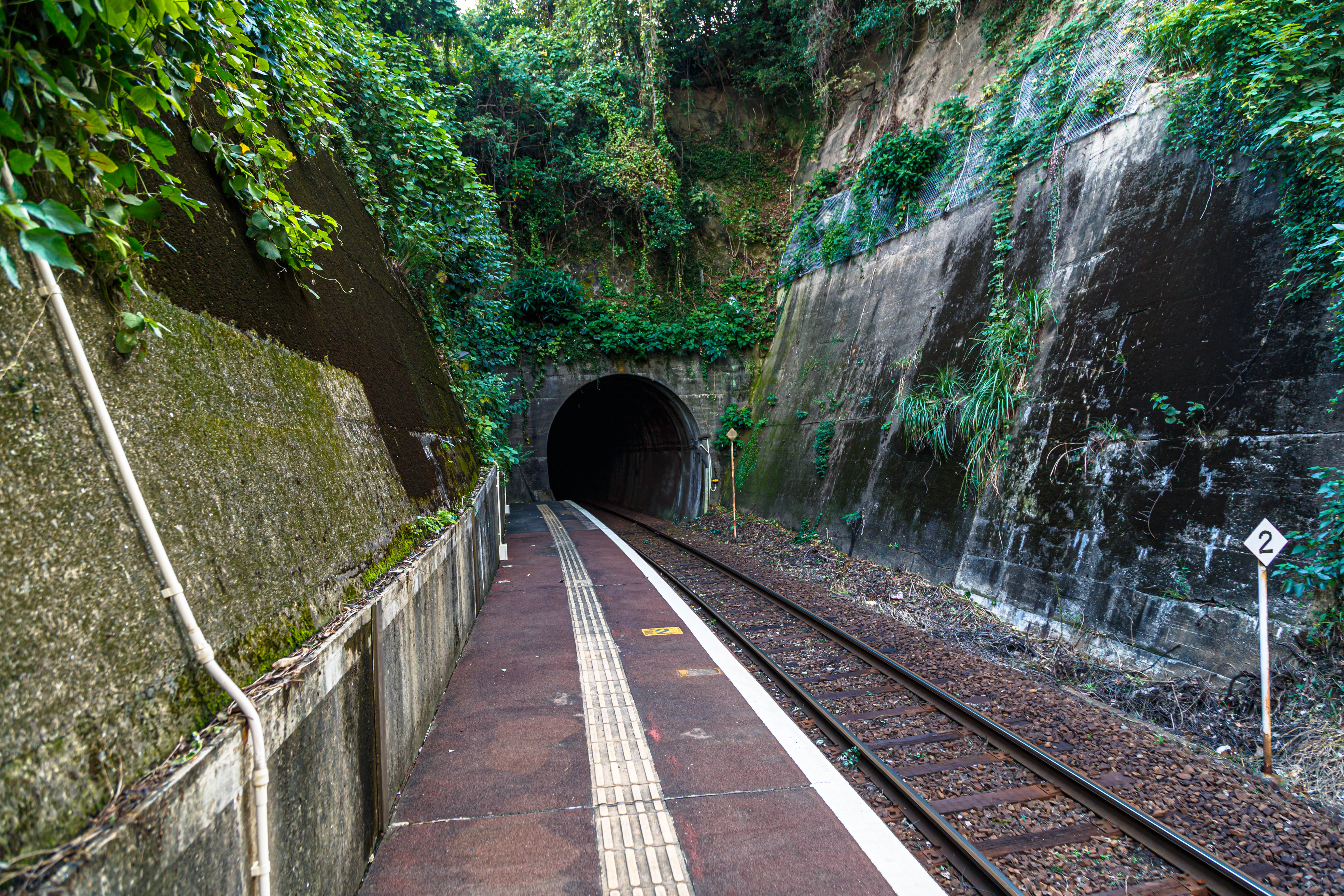
ホーム。佐世保駅側はトンネルに面する（2018年10月）

## 利用状況
「長崎県統計年鑑」と「佐世保市統計書」によると、近年の1日平均乗降人員は以下の通り。
| 年度               | 1日平均 乗降人員 |
| ------------------ | ---------------- |
| 1999年（平成11年） | 1,159            |
| 2000年（平成12年） | 1,144            |
| 2001年（平成13年） | 1,074            |
| 2002年（平成14年） | 1,100            |
| 2003年（平成15年） | 983              |
| 2004年（平成16年） | 890              |
| 2005年（平成17年） | 787              |
| 2006年（平成18年） | 784              |
| 2007年（平成19年） | 807              |
| 2008年（平成20年） | 845              |
| 2009年（平成21年） | 870              |
| 2010年（平成22年） | 832              |
| 2011年（平成23年） | 838              |
| 2012年（平成24年） | 844              |
| 2013年（平成25年） | 866              |
| 2014年（平成26年） | 856              |
| 2015年（平成27年） | 870              |
| 2016年（平成28年） | 870              |
| 2017年（平成29年） | 892              |
| 2018年（平成30年） | 909              |
| 2019年（令和元年） | 951              |
| 2020年（令和02年） | 775              |
| 2021年（令和03年） | 800              |
| 2022年（令和04年） | 903              |
| 2023年（令和05年） | 945              |

## 駅周辺
佐世保中央駅は四ヶ町アーケードのすぐ側にあり、駅を出ると1分とかからずにアーケードに入ることができるため、買い物等で出向く際には中佐世保駅よりこちらが便利である。
- はっぴぃ！FM
- 佐世保市役所
- 佐世保北高等学校
- 佐世保玉屋
- 三ヶ町アーケード
- シネマボックス太陽（映画館）
- 十八親和銀行佐世保本店営業部
- 佐世保栄町郵便局
- 佐世保市博物館島瀬美術センター
- 佐世保市立図書館
- 島瀬公園
- 佐世保公園
- 国家公務員共済組合連合会佐世保共済病院
- 佐世保市総合医療センター
- 佐世保市中央消防署
- 米海軍佐世保基地
- 海上自衛隊佐世保史料館

## ギャラリー

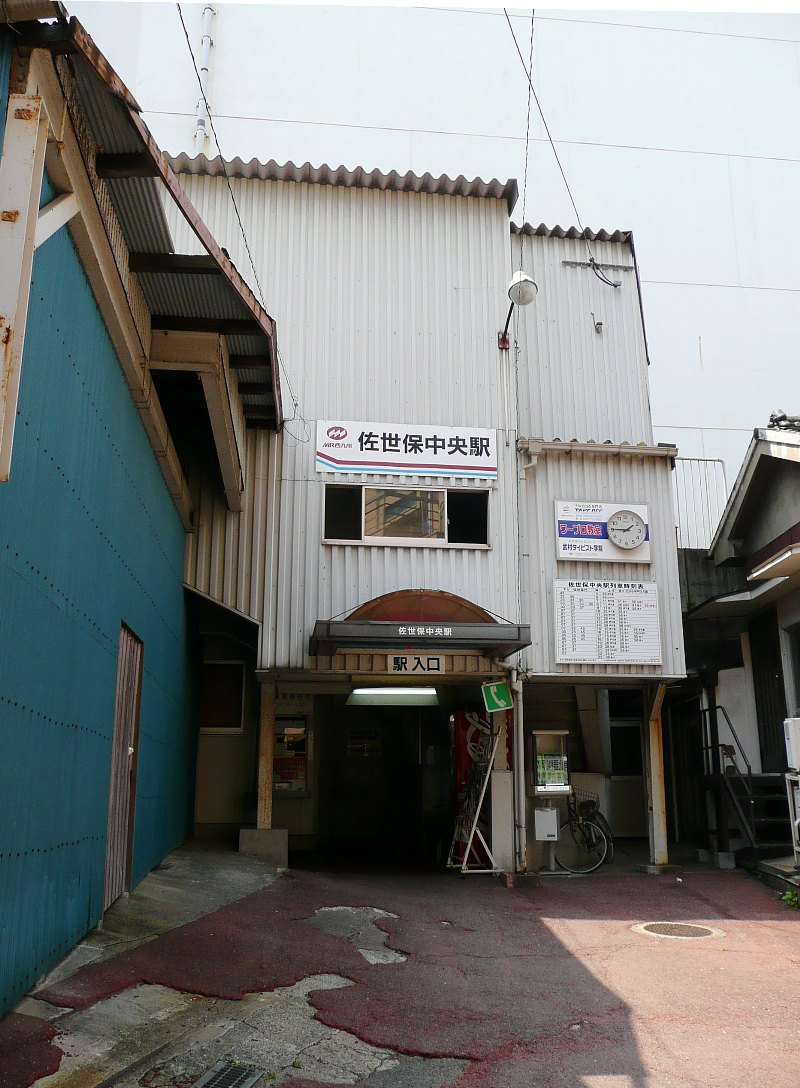
エレベーター増設前の駅舎正面（2007年）
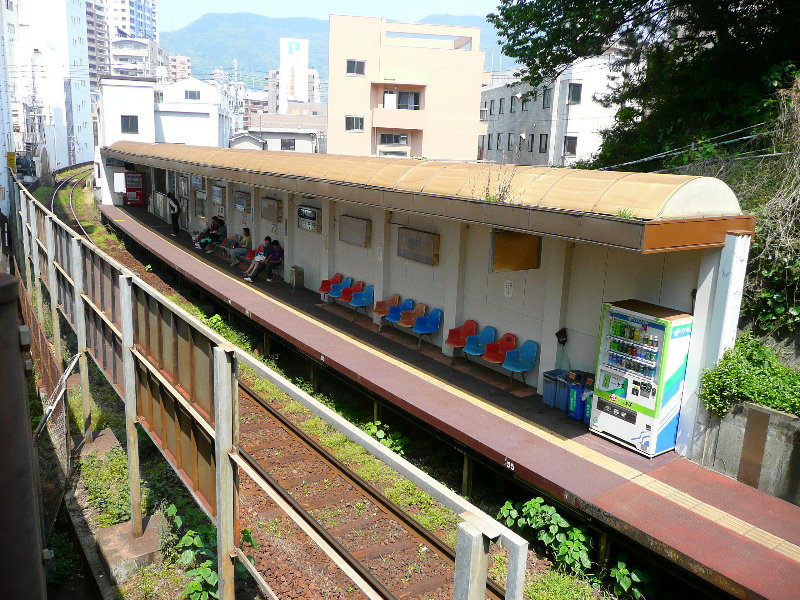
連絡通路から撮影したホーム
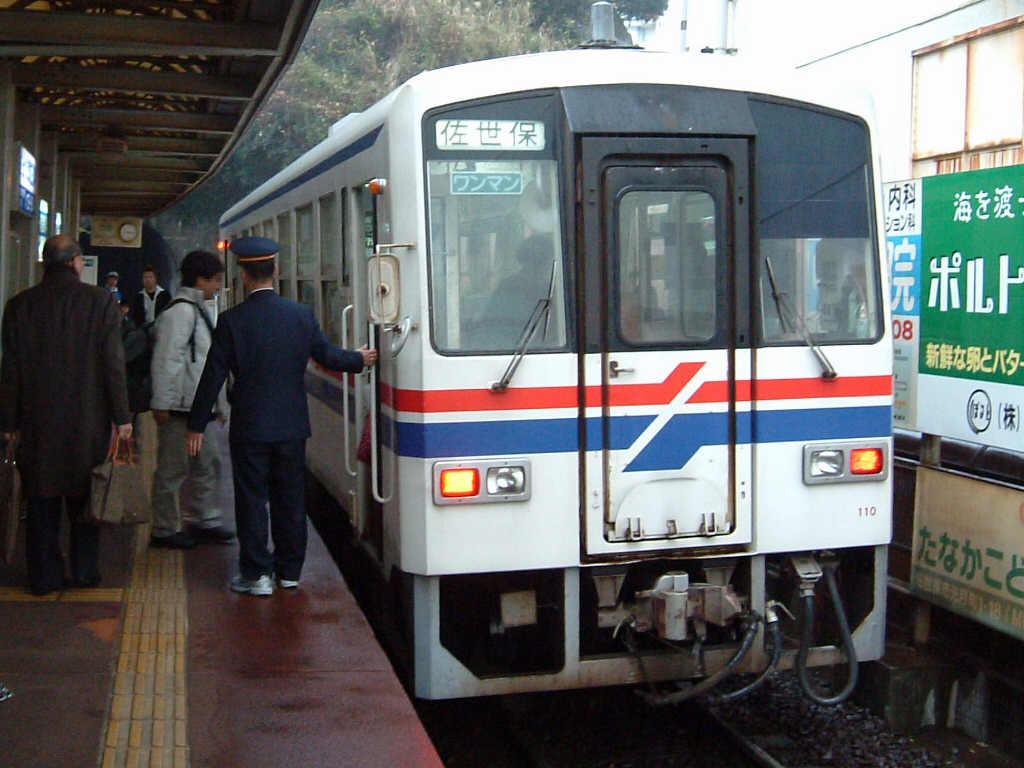
ホームでの乗降の様子
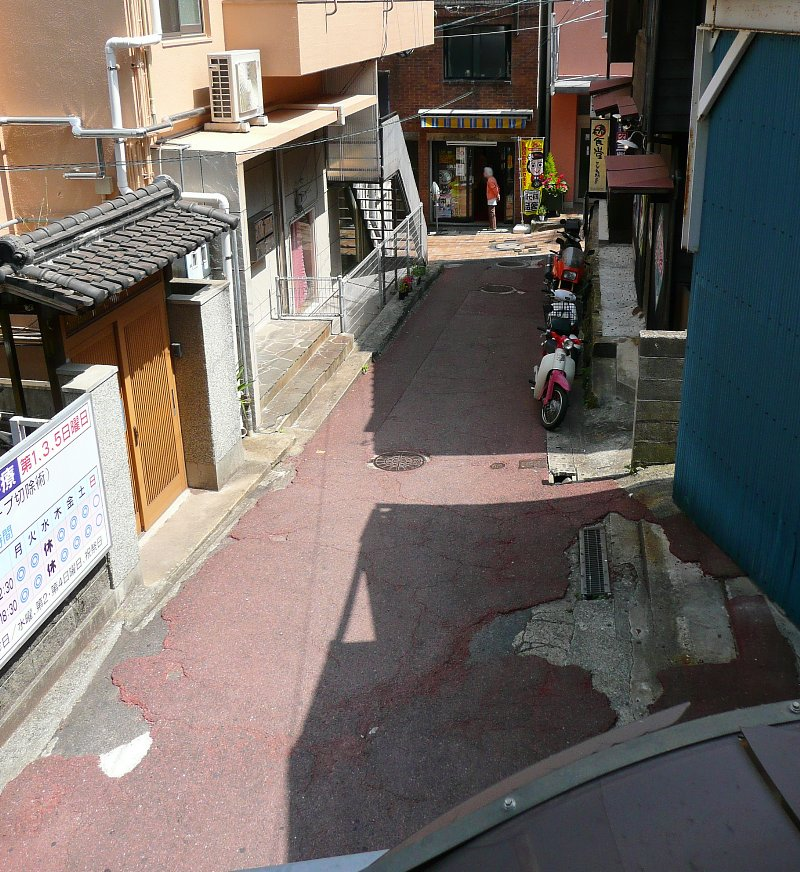
駅舎2階から撮影した駅前風景

## 隣の駅
松浦鉄道
■西九州線
快速
北佐世保駅 - 佐世保中央駅 - 佐世保駅
普通
中佐世保駅 - 佐世保中央駅 - 佐世保駅